# Takahagi
Takahagi (japanska: 高萩市?, Takahagi-shi) är en stad i Ibaraki prefektur i Japan. Staden fick stadsrättigheter 1954.